# جفری پلامپتون ویلسون
جفری پلامپتون ویلسون (به انگلیسی: Geoffrey Plumpton Wilson) بازیکن فوتبال زادهٔ ۲۱ فوریه ۱۸۷۸ اهل کشور انگلستان که سابقهٔ بازی در تیم ملی فوتبال انگلستان را در کارنامهٔ خود دارد. وی در تاریخ ۲۶ مارس ۱۹۰۰ نخستین بازی ملی خود را در مقابل تیم ملی فوتبال ولز انجام داد و با حضور در ۲ بازی ملی، در تاریخ ۷ آوریل ۱۹۰۰ واپسین بازی ملی‌اش را در برابر تیم ملی فوتبال اسکاتلند برگزار کرد.
این بازیکن توانسته در بازی‌های ملی، ۱ گل به ثمر برساند.